# アンゴラ (繊維)
アンゴラ (Angora fiber) は動物繊維の一種で、アンゴラヤギの毛や、アンゴラウサギの毛、またはそれを織った布のことをいう。
通常アンゴラは、ウールやナイロンなどと混ぜて編まれコートやセーターなど防寒着用素材として利用される事も多い。繊維の太さは10 - 30マイクロメートルで、長さ100 - 130ミリメートルが標準的なサイズとなる。モヘヤと呼ばれることもある。

## 利点
- 軽い。
- 手触りは、なめらかで柔らかい。

## 欠点
- 製品から毛落ちしやすい。